# جيفيرسون لوبيز فاوستينو
جيفيرسون لوبيز فاوستينو (31 أغسطس 1988 في ريو دي جانيرو في البرازيل – )؛ هو لاعب كرة قدم سابق كان يلعب كمدافع.

## وصلات خارجية
- جيفيرسون لوبيز فاوستينو على موقع قاعدة بيانات كرة القدم.إي يو (الإنجليزية)
- جيفيرسون لوبيز فاوستينو على موقع Soccerway.com (الإنجليزية)